# Beta Sigma Tau
La Beta Sigma Tau (ΒΣΤ) era una confraternita sociale americana fondata alla Roosevelt University nel maggio 1948. È stata la prima confraternita nazionale interrazziale e interreligiosa. Nel 1960 la maggior parte delle sue sezioni attive vennero assorbite dalla confraternita Pi Lambda Phi.

## Storia
Stanley Tolliver del Baldwin Wallace College fu il fondatore della Beta Sigma Tau. Nel maggio 1948 convocò una riunione di dodici confraternite interculturali durante la Conferenza Nazionale delle Confraternite Interculturali tenutasi alla Roosevelt University di Chicago, Illinois. Queste redassero la costituzione e la struttura della Beta Sigma Tau, una nuova confraternita nazionale interculturale. Nel novembre 1948 i gruppi si riunirono nuovamente e completarono l'organizzazione della Beta Sigma Tau. Insieme, le confraternite contavano sedici sedi da New York alla California. 
Era la prima confraternita universitaria nazionale “aperta a tutte le razze e religioni”. Secondo il preambolo della sua costituzione, la Beta Sigma Tau fu fondata “per abbattere, non per innalzare barriere tra le persone” e per avere una base fondata “sulla fratellanza e la democrazia che trascende le differenze razziali, nazionali e religiose”.
La Beta Sigma Tau si fuse con la Pi Lambda Phi il 1° novembre 1960. Due sezioni tornarono allo status locale e in seguito si unirono ad altre confraternite nazionali.
Nel 1996 influenzato dagli ideali della confraternita originale, fu formato un gruppo locale non affiliato, Beta Sigma Tau (locale), presso l'Università di Toledo. Tuttavia, questa organizzazione non aveva alcun legame giuridico con la confraternita nazionale Beta Sigma Tau, né con Pi Lambda Phi. Nel 2006 il gruppo di Toledo “si allontanò dalla sua missione multiculturale e si sciolse con la laurea dei suoi fondatori e dei suoi leader principali”.

## Sezioni
Beta Sigma Tau comprendeva le seguenti sezioni universitarie.
- Baldwin-Wallace, [N 1], Berea (Ohio), Baldwin Wallace University, 1948 – 1º novembre 1960,  ΠΛΦ, [9][5].
- SUNY, Buffalo, [N 2][N 3][N 4], Buffalo (New York), Università di Buffalo, 1948 – 1º novembre 1960,  Fusa, [9].
- Ohio State, [N 5], Columbus, (Ohio), Ohio State University, 1948 – 1º novembre 1960,  Fusa (ΠΛΦ), [9].
- Ohio Wesleyan, [N 6], Delaware, (Ohio), Ohio Wesleyan University, 1948 – 1º novembre 1960,  Fusa (ΠΛΦ), [9].
- Roosevelt, [N 7], Chicago, Illinois, Roosevelt University, 1948 –1960,  Non attiva, [9].
- Santa Barbara, Santa Barbara California, Università della California - Berkeley, 1948–1953,  Non attiva.
- Cal Berkeley, Berkeley, Università della California - Berkeley, 1948–1954,  Non attiva.
- Lincoln (PA), Oxford, Pennsylvania, Lincoln University, 1949–19xx ?,  Non attiva.
- New Mexico Highlands, Las Vegas, (Nuovo Messico), New Mexico Highlands University, 1949–1952,  Non attiva.
- Morgan State, [N 8], Baltimora, Maryland, Morgan State University, 1949–19xx ?,  Non attiva, [10].
- Colorado, [N 9], Boulder, Colorado, University of Colorado, 1949– 1º novembre 1960,  fusa (ΠΛΦ).
- Southern California, Los Angeles, California, University of Southern California, 1949–1955,  Non attiva.
- Columbia, [N 10], New York, Columbia University, 1950 – 1º novembre 1960,  fusa (ΠΛΦ) ?, [9].
- Tri-State, [N 11], Angola, Indiana, Tri-State University, 1950 – 1º novembre 1960 ?,  Receduta (locale, poi ΤΚΕ, [9].
- Johns Hopkins, Baltimora, Maryland, Johns Hopkins University, 1951–1956,  Non attiva.
- Hobart, [N 12], Geneva, New York, Hobart College, 1951–1961,  fusa (locale, poi ΠΛΦ).
- UCLA, [N 13], Los Angeles, California, University of California, Los Angeles, 1952 – 1º novembre 1960,  fusa (ΠΛΦ).
- Indiana Tech, [N 14], Fort Wayne, Indiana Institute of Technology, 1957–1961,  Receduta (ΣΠ), [9].

Alcune fonti suggeriscono che potrebbe esserci stata una colonia o una sezione della Beta Sigma Tau presso la Stanford University.

## Annotazioni
1. ↑  Questa sezione ha avuto origine come Sigma Sigma Epsilon (locale) nell'aprile 1946. È diventata la sezione “OH Beta Tau” di ΠΛΦ.
2. ↑  Questa sezione ha avuto origine come Omega Phi Delta (locale) nel 1947.
3. ↑  La sezione “NY Omega Epsilon” della ΠΛΦ era stata fondata nel 1943 ma chiusa nel 1947, coincidentalmente lo stesso anno in cui Omega Phi Delta (locale) era emersa in quel campus. C'era una relazione tra le due? Sebbene i documenti relativi alla fusione suggeriscano che la sezione di Buffalo abbia partecipato alla fusione, i registri Pi Lamba conservati presso l'Archivio Baird mostrano che dopo la chiusura del 1947, non fu ricostituita alcuna sezione presso il campus SUNY di Buffalo fino al 1988, 28 anni “dopo” la fusione.
4. ↑  Non è chiaro se ci fosse un collegamento tra la sezione SUNY di Buffalo di ΒΣΤ e la sezione NY Omega Epsilon di ΠΛΦ.
5. ↑  Questa sezione ebbe origine come Lambda Alpha Gamma (locale) nel 1947. Con la fusione nazionale, è stata ripristinata la sezione “OH Alpha Epsilon” di ΠΛΦ.
6. ↑  Questa sezione ha avuto origine come Iota Chi Epsilon (locale) nel 1947. È diventata la sezione “OH Beta Sigma” di ΠΛΦ.
7. ↑  Questa sezione ha avuto origine come Delta Chi Alpha (locale), fondata nel 1948.
8. ↑  Questa sezione era dedicata agli studenti della Morgan State University, della Johns Hopkins University e del Loyola College of Maryland.
9. ↑  Divenne la sezione “CO Alpha Iota” della ΠΛΦ.
10. ↑  L'Almanacco indica questo capitolo come chiusura pre-fusione nel 19xx ?. Tuttavia, i documenti di fusione (rif. MoA) la indicano come una “sezione fusa”. Nel campus della Columbia, la sezione preesistente “Alpha” di ΠΛΦ sarebbe stata soppressa nel 1964.
11. ↑  Questa sezione ebbe origine nel 1936 come Kadimah Society, che nel 1948 divenne Theta Mu Phi (locale). Al momento della fusione con Pi Lamba, la scuola non era accreditata. Sebbene la sezione Tri-State (Trine) fosse stata inclusa nei preparativi per la fusione, si scoprì che la mancanza di accreditamento da parte della scuola impediva a Pi Lamba di accettarla secondo le regole del NIC. Di conseguenza, il capitolo fu costretto a ritirarsi dalla ΒΣΤ; nel 1960 scelse il nome Beta Sigma Chi (locale) e continuò a esistere come organizzazione locale fino al 1966, quando ripristinò la sezione inattiva “Beta-Epsilon” della ΤΚΕ nel campus. A quel punto, l'accreditamento era stato ottenuto.
12. ↑  Questa sezione ebbe origine come Gamma Sigma (locale) nel 1948. Si ritirò come Beta Sigma (locale) dal 1961 al 1968, per poi diventare la sezione “NY Eta Chi” di ΠΛΦ nel 1968.
13. ↑  Incorporato nella sezione “CA Upsilon” di ΠΛΦ.
14. ↑  Questa sezione ebbe origine nel 1956 con il nome di Theta Mu Phi (locale). Sebbene fosse elencata nei documenti preparatori alla fusione, la sezione scelse di tornare allo status di sezione locale piuttosto che fondersi. Tra il 1960 e il 1966 riprese il nome di Theta Mu Phi (locale), prima di fondersi con Sigma Pi come sezione “Gamma-Kappa”. Successivamente è ritornò allo status locale, per poi diventare la “Sezione Gamma-Kappa” di ΣΠ nel 1966.